# Денежные доходы населения
Денежные доходы населения — суммы денег, получаемые и аккумулируемые населением. Основными источниками денежных доходов населения являются оплата труда, доход от предпринимательской деятельности, социальные выплаты (пенсии, пособия, стипендии), реализация продукции личного подсобного хозяйства, поступления из финансовой системы (выплаты выигрышей по займам, проценты на вклады в банках, страховые вознаграждения).